# Carga tóxica

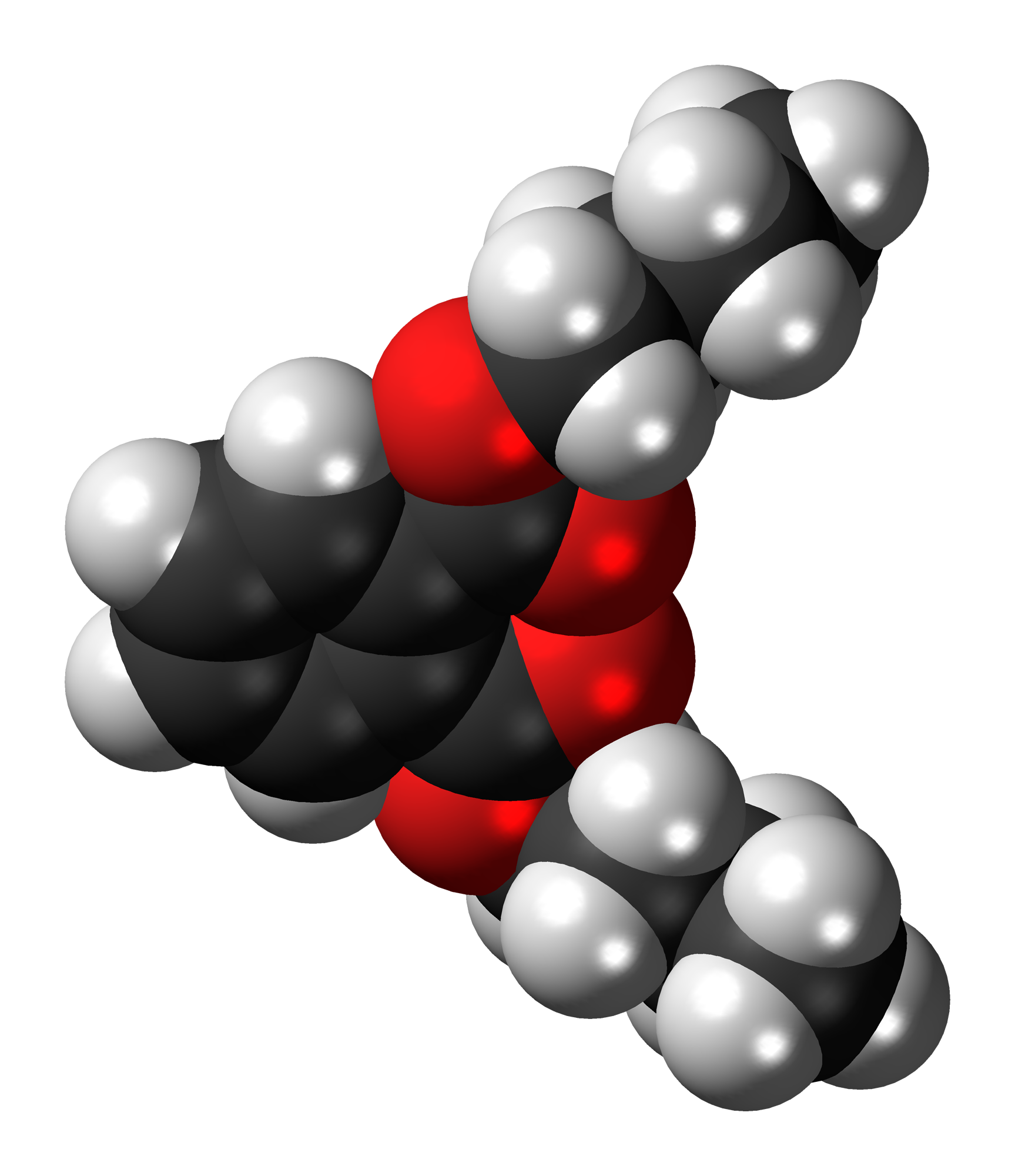
El ftalato de dibutilo también conocido como DBP (Dibutilftalato), es un compuesto orgánico usado en la industria química y cosmética. Fue prohibido en la Unión Europea en 1976

Se denomina carga tóxica a las condiciones de exposición en términos de concentración en aire y duración de la exposición que produce un nivel determinado de toxicidad en la población general.
Carga tóxica o Carga química corporal son términos que se utilizan en Salud ambiental para referirse a la presencia y acumulación de químicos tóxicos en el cuerpo humano (en inglés, “Toxic load”, “body burden” o “Chemical body burden”). En este contexto, la carga tóxica de un cuerpo se calcula mediante la medición de la concentración de compuestos naturales y sintéticos en los fluidos corporales (sangre, orina y leche materna) o tejidos (pelo, uñas, grasa y hueso). Esta técnica científica se conoce como Biomonitorización o Biovigilancia humana (Biomonitoring, Human biomonitoring o por su acrónimo HBM).

## Definición
Se conoce como carga tóxica la cantidad de una sustancia exógena, o sus metabolitos, que se acumula en un individuo o población. En la actualidad, la práctica totalidad de la raza humana está en contacto con productos de la industria química. Químicos sintéticos pueden encontrarse en el aire, el suelo, el agua y los productos de consumo como ropa, calzado, productos de limpieza e higiene, cosméticos, etc.

## Historia
Desde finales del siglo XIX, tras la segunda revolución industrial, la industria química se desarrolló de manera creciente hasta nuestros días, dando lugar a un aumento de la producción agrícola, ganadera e industrial jamás conocido hasta entonces. La evolución de los descubrimientos científicos, y fundamentalmente aquellos realizados en la genética, la industria de los fertilizantes y la de los plaguicidas, aplicados de forma generalizada a la producción, dieron a su vez lugar a mediados del siglo XX a la llamada Revolución verde, gracias a la cual la producción agrícola se multiplicó hasta en un 250%. Paralelamente a estos beneficios, se han producido efectos no tan deseados. Desde hace algunas décadas, esta generalización de la presencia de sustancias químicas industriales, más o menos tóxicas, en el ambiente comenzó a preocupar a las agencias de salud de los principales países. A partir de entonces, varias agencias realizan estudios periódicos de biomonitorización que han revelado la presencia de un gran número de sustancias químicas industriales en el organismo de amplias muestras de población.

## Sustancias químicas tóxicas halladas en el cuerpo humano
El Centro para el control y prevención de enfermedades (CDC) de los Estados Unidos, ha rastreado desde finales del siglo XX más de 300 productos químicos ambientales y sus metabolitos en amplias muestras de población estadounidense.
Los principales de ellos son:
- Acrilamida
- Cotinina
- N, N-dietil-meta-toluamida (DEET)
- Productos químicos similares a las dioxinas
- Subproductos de la desinfección (trihalometanos)
- Fenoles ambientales
- Benzofenona-3
- Bisfenol A (BPA)
- Fungicidas y herbicidas

- Metales pesados

- Arsénico
- Cadmio
- Plomo
- Mercurio
- Insecticidas y plaguicidas
- Parabenos
- Perclorato
- Perflourochemicals (PFC)
- Ftalatos
- Difenil éteres polibromados (PBDEs) y polibromados de bifenilo (PBB)
- Hidrocarburos aromáticos policíclicos (HAP)
- Compuestos orgánicos volátiles (COV)

- Benzene3
- Metil terc -butil éter (MTBE)
- Estireno
Un estudio financiado y coordinado por la Unión Europea a través de DEMOCOPHES, analizó entre 2010 y 2012 la presencia de sustancias químicas en cerca de 4.000 pares de madres e hijos de 17 países europeos.
Fueron cinco los químicos rastreados: 
- Mercurio
- Cotinina (humo exhalado del tabaco)
- Cadmio
- Ftalatos
- Bisfenol A

En todos los individuos se encontraron rastros de estos tóxicos. Si bien las conclusiones del estudio no analizan las consecuencias sobre la salud de los niveles de carga tóxica encontrados, sí revela que existe una mayor presencia de químicos en los niños de entre 6 y 8 años que en aquellos de edades comprendidas entre los 9 y los 11 años, lo que hace pensar que se ha producido un aumento de la exposición a los químicos en los últimos años.

## Efectos sobre la salud humana
En las últimas décadas se han venido observando los efectos sobre la salud humana de algunas de las sustancias individuales que albergan nuestros cuerpos debido a la carga tóxica acumulada en ellos. Sin embargo existen muy pocas certezas acerca de su acción combinada y agregada.
Conocida es desde antiguo la toxicidad de los metales pesados  como el mercurio y el plomo, cuya peligrosidad deriva en parte de la incapacidad de los organismos vivos para su metabolización y eliminación. Esto produce una acumulación progresiva (bioacumulación) que puede derivar en envenenamiento.
Pesticidas como el DDT, que está prohibido actualmente en la mayoría de países, fueron de uso común en la segunda mitad del siglo XX -incluso sobre las personas- y causaron serios problemas de contaminación que aún persisten años después de haber sido abandonado su uso.
Según abundante literatura científica, los ftalatos utilizados en la fabricación de plásticos, están involucrados en el aumento de diversas afecciones como el asma infantil y las alergias.
Los efectos sobre la salud del bisfenol A, usado también en la fabricación de plásticos, preocupan ya desde la primera mitad del siglo XX. En particular, la EFSA restringió en 2011 su uso en la fabricación de biberones de plástico, si bien, está permitido en el envasado de alimentos.
Los parabenos presentes en cosméticos y productos de aseo personal han sido relacionados con problemas tan comunes como el cáncer de mama, si bien no existen estudios concluyentes al respecto.
Se ha estudiado el carácter de disruptores endocrinos de muchas de estas sustancias, es decir, su capacidad de alterar los procesos controlados por las hormonas humanas. Estas alteraciones podrían conllevar graves consecuencias para la salud. Por señalar sólo algunos de estos efectos, preocupa su implicación en el aumento de 
la diabetes,
el cáncer de cólon,
o la infertilidad.

### Neurotoxicidad
Según un estudio publicado en The Lancet en 2014, varias de las sustancias halladas en niños de todo el mundo, tienen carácter neurotóxico y afectan al desarrollo neuronal infantil. Esta toxicidad se ha relacionado con dolencias y alteraciones como el autismo, el trastorno de hiperactividad, el déficit de atención y la dislexia. Las sustancias supuestamente causantes de estos efectos son, entre otras, plomo, metilmercurio, bifenilos policlorados, arsénico y tolueno.

## Control y erradicación
La acción de los gobiernos ha dado lugar ya a una notable disminución de algunas de estas sustancias contaminantes como la cotinina (presente en el humo exhalado del tabaco), gracias a la prohibición de fumar en lugares públicos; el plomo, gracias a la restricción de su uso en los carburantes o la práctica eliminación del uso del ya mencionado DDT.